# Arcieparchia di Damasco dei Maroniti
L'arcieparchia di Damasco dei Maroniti (in latino Archieparchia Damascena Maronitarum) è una sede della Chiesa maronita in Siria. Nel 2023 contava 6.000 battezzati. È retta dall'arcieparca Samir Nassar.

## Territorio
L'arcieparchia comprende la città di Damasco, dove si trova la cattedrale di Sant'Antonio.
Il territorio è suddiviso in 6 parrocchie.

## Storia
La serie episcopale cattolica inizia nel 1527.
L'arcieparchia fu eretta canonicamente nel sinodo maronita del Monte Libano del 1736.
Nella notte tra il 9 e il 10 luglio 1860 i drusi, che non accettavano la libertà di culto concessa ai cristiani dal sultano ottomano, uccisero a Damasco un gruppo di undici tra missionari francescani e fedeli laici della Chiesa maronita, noti come martiri di Damasco; furono beatificati da papa Pio XI il 10 ottobre 1926.

## Cronotassi dei vescovi
Si omettono i periodi di sede vacante non superiori ai 2 anni o non storicamente accertati.
- Antonios † (1523 - ?)
- Giorgio Salomo, O.S.A. † (13 marzo 1560 - 1574 deceduto)
- Youssef Girgis al-Basluqiti † (1577 - 1580 deceduto)
- Sarkis Risio o Rizzi † (1600 - 1638 deceduto)
- Sarkis Al Jamri † (menzionato nel 1661)
- Semaan Awwad (Simone Evodio) † (27 gennaio 1716 - 16 marzo 1743 nominato patriarca di Antiochia)
- Arsenio 'Abdoul-Ahad † (menzionato in agosto 1774)
- Youssef Tyan † (1786 - 1788 nominato vicario patriarcale)[4]
- Germanos El Khazen (Germano Gazeno) † (1794 - 1806 deceduto)
- Estefan I El-Khazen (Stefano Gazeno) † (2 aprile 1806 - 31 dicembre 1830 deceduto)
- Youssef El Khazen (Giuseppe Gazeno) † (6 aprile 1830 consacrato - 19 gennaio 1846 confermato patriarca di Antiochia)
- Estefan II El-Khazen (Stefano Gazeno) † (2 aprile 1848 - 8 dicembre 1868 deceduto)
- Nomatallah Dahdah † (11 febbraio 1872 - ? deceduto)
- Paolo Massad † (12 giugno 1892 - marzo 1919 deceduto)
- Béchara Richard Chémali † (9 maggio 1920 - 24 dicembre 1927 deceduto)
- Jean Elie El-Hage † (29 aprile 1928 - 30 novembre 1955 deceduto)
- Antoine Hamid Mourany † (5 giugno 1989 - 10 marzo 1999 dimesso)
- Raymond Eid † (5 giugno 1999 - 25 settembre 2005 ritirato)
- Samir Nassar, confermato il 14 ottobre 2006

## Statistiche
L'arcieparchia nel 2023 contava circa 6.000 battezzati.
| anno | popolazione | popolazione | popolazione | presbiteri | presbiteri | presbiteri | presbiteri                | diaconi | religiosi | religiosi | parrocchie |
| anno | battezzati  | totale      | %           | numero     | secolari   | regolari   | battezzati per presbitero | diaconi | uomini    | donne     | parrocchie |
| ---- | ----------- | ----------- | ----------- | ---------- | ---------- | ---------- | ------------------------- | ------- | --------- | --------- | ---------- |
| 1950 | 30.000      | ?           | ?           | 66         | 48         | 18         | 454                       |         | 70        | 67        | 54         |
| 1980 | 4.800       | ?           | ?           | 1          | 1          |            | 4.800                     |         |           |           | 1          |
| 1990 | 8.000       | ?           | ?           | 5          | 2          | 3          | 1.600                     |         | 3         | 5         | 2          |
| 1999 | 8.000       | ?           | ?           | 2          | 2          |            | 4.000                     |         |           | 2         | 1          |
| 2001 | 8.000       | ?           | ?           | 1          | 1          |            | 8.000                     |         |           | 2         | 1          |
| 2002 | 12.000      | ?           | ?           | 1          | 1          |            | 12.000                    |         |           |           | 1          |
| 2003 | 12.000      | ?           | ?           | 1          | 1          |            | 12.000                    |         |           |           | 1          |
| 2004 | 12.000      | ?           | ?           | 1          | 1          |            | 12.000                    |         |           |           | 6          |
| 2006 | 12.000      | ?           | ?           | 4          | 4          |            | 3.000                     |         |           |           | 6          |
| 2009 | 16.000      | ?           | ?           | 5          | 5          |            | 3.200                     |         | 16        | 175       | 3          |
| 2013 | 20.300      | ?           | ?           | 8          | 4          | 4          | 2.537                     |         | 20        | 138       | 8          |
| 2016 | 15.000      | ?           | ?           | 25         | 4          | 21         | 600                       |         | 37        | 144       | 9          |
| 2019 | 6.000       | ?           | ?           | 4          | 4          |            | 1.500                     |         |           |           | 6          |
| 2021 | 6.000       | ?           | ?           | 4          | 4          |            | 1.500                     |         |           |           | 6          |
| 2023 | 6.000       | ?           | ?           | 4          | 4          |            | 1.500                     |         |           |           | ?          |